# Arthur Wood
Arthur Nicholas Lindsay Wood (29 marzo 1875 – 1º giugno 1939) è stato un velista britannico.

## Palmarès

### Olimpiadi
- 1 medaglia:
  - 1 oro (Londra 1908 nella classe 8 metri)